# Динамо (хокейний клуб, Пардубиці)
ХК «Динамо Пардубиці» (чеськ. HC Dynamo Pardubice) — хокейний клуб з м. Пардубиці, Чехія. Виступає в чемпіонаті Чеської Екстраліги. Заснований у 1923 році як ЛТК Пардубиці (LTC (Lawn Tennis Club) Pardubice). Домашні ігри команда проводить на «ЧЕЗ Арені» (10190). Офіційні кольори клубу червоний і білий.

## Історія
Клуб заснували в 1923 році як ЛТК (LTC (Lawn Tennis Club) Pardubice). У 1949 році він об'єднався з «Рапідом» (Пардубиці, Rapid Pardubice), об'єднаний клуб отримав назву «Сокіл» (Sokol Pardubice).

### Назви
У 1923—1949 — ЛТК, 1949—1950 — «Сокіл», 1950—1953 — «Славія», 1953—1960 — «Динамо», 1960—1991 — «Тесла», 1991—2015 — «Пардубиці».

## Досягнення
Чемпіон Чехословаччини (1973, 1987, 1989), срібний призер (1975, 1976), бронзовий призер (1960, 1974, 1983, 1984, 1986). Чемпіон Чехії (2005, 2010, 2012), срібний призер (1994, 2003, 2007, 2024, 2025), бронзовий призер (2011, 2023). Срібний призер Кубка європейських чемпіонів (1974, 1988).

## Люди
Звання чемпіона завоював при тренерах Горимирові Секері (1973), Карелові Франекові та Владімірові Мартінцеві (1987, 1989).

### Найсильніші гравці різних років
- воротарі: Владімір Дзурілла, Владімір Дворжачек, Їржі Црга, Домінік Гашек;
- захисники: Франтішек Панхартек, Карел Вогралик, Я. Левінський, Франтішек Мусіл, С. Мечіар, Джефф Джіллсон;
- нападаники: Станіслав Прил, Їржі Долана, Владімір Мартінець, Їржі Новак, Богуслав Штястний, Владімір Вейт, Йозеф Палечек, Отакар Янецький, Їржі Шейба, Ладіслав Лубіна, Мартін Гейдук, Алеш Гемський.